# Merab Dvalishvili
Merab Dvalishvili (Tbilisi, 10 de janeiro de 1991) é um lutador profissional de artes marciais mistas georgiano, é o atual campeão do UFC na categoria dos galos.

## Início
Dvalishvili cresceu em Tbilisi, Geórgia. Seu primeiro contato com artes marciais foi no wrestling, no khridoli, no Sambo e no judô. Ele se mudou para os Estados Unidos aos 21 anos de idade para se tornar lutador de MMA. Nos EUA, seus treinadores passaram a ser Ray Longo e Matt Serra.

## Carreira no MMA

### Início de carreira
"A máquina" começou sua carreira profissional em 2014, acumulando um cartel de 7-2 até ser contratado pelo UFC por meio do reality Dana White: Looking for a Fight.
Em 2 de junho de 2017, o duelo de Merab contra o futuro campeão interino do Bellator Raufeon Stots foi exibido em um episódio do já citado reality. Ele venceu a luta por nocaute com um soco giratório aos 15 segundos do primeiro round, recebendo o contato com o Ultimate. 

### Ultimate Fighting Championship
Dvalishvili fez sua estreia no UFC em 9 de dezembro de 2017 contra Frankie Saenz no UFC Fight Night: Swanson vs. Ortega. Ele perdeu a luta por decisão dividida.
Sua próxima luta veio em 21 de abril de 2018 no UFC Fight Night: Barboza vs. Lee contra Ricky Simon. Ele perdeu a luta por finalização.
Dvalishvili enfrentou Terrion Ware em 15 de setembro de 2018 no UFC Fight Night: Hunt vs. Oliynyk. Ele venceu por decisão unânime.
Dvalishvili enfrentou Brad Katona em 4 de maio de 2019 no UFC Fight Night: Iaquinta vs. Cowboy. Ele venceu a luta por decisão unânime.
Dvalishvili enfrentou Casey Kenney em 15 de fevereiro de 2020 no UFC Fight Night: Anderson vs. Błachowicz 2. Ele venceu a luta por decisão unânime.

## Cartel no MMA
| Cartel no MMA   |             |            |
| 24 lutas        | 20 vitórias | 4 derrotas |
| Por nocaute     | 3           | 0          |
| Por finalização | 2           | 1          |
| Por decisão     | 15          | 3          |

| Res.    | Cartel | Oponente           | Método                                  | Evento                                     | Data       | Round | Tempo | Local                      | Notas                                                       |
| ------- | ------ | ------------------ | --------------------------------------- | ------------------------------------------ | ---------- | ----- | ----- | -------------------------- | ----------------------------------------------------------- |
| Vitória | 20-4   | Sean O'Malley      | Finalização (estrangulamento norte-sul) | UFC 316: O'Malley vs. Dvalishvili 2        | 07/06/2025 | 3     | 4:42  | Newark, Nova Jérsia        | Defendeu o Cinturão Peso Galo do UFC; Performance da Noite. |
| Vitória | 19-4   | Umar Nurmagomedov  | Decisão (unânime)                       | UFC 311: Makhachev vs. Moicano             | 18/01/2025 | 5     | 5:00  | Los Angeles, Califórnia    | Defendeu o Cinturão Peso Galo do UFC; Luta da Noite.        |
| Vitória | 18-4   | Sean O'Malley      | Decisão (unânime)                       | UFC 306: O'Malley vs. Dvalishvili          | 14/09/2024 | 5     | 5:00  | Paradise, Nevada           | Ganhou o Cinturão Peso Galo do UFC                          |
| Vitória | 17-4   | Henry Cejudo       | Decisão (unânime)                       | UFC 298: Volkanovski vs. Topuria           | 17/02/2024 | 3     | 5:00  | Newark, New Jersey         |                                                             |
| Vitória | 16-4   | Petr Yan           | Decisão (unânime)                       | UFC Fight Night: Yan vs. Dvalishvili       | 11/03/2023 | 5     | 5:00  | Las Vegas, Nevada          |                                                             |
| Vitória | 15-4   | José Aldo          | Decisão (unânime)                       | UFC 278: Usman vs. Edwards 2               | 20/08/2022 | 3     | 5:00  | Salt Lake City, Utah       |                                                             |
| Vitória | 14-4   | Marlon Moraes      | Nocaute Técnico (socos)                 | UFC 266: Volkanovski vs. Ortega            | 25/09/2021 | 2     | 4:25  | Las Vegas, Nevada          | Performance da Noite.                                       |
| Vitória | 13-4   | Cody Stamann       | Decisão (unânime)                       | UFC on ESPN: Reyes vs. Procházka           | 01/05/2021 | 3     | 5:00  | Las Vegas, Nevada          |                                                             |
| Vitória | 12-4   | John Dodson        | Decisão (unânime)                       | UFC 252: Miocic vs. Cormier 3              | 15/08/2020 | 3     | 5:00  | Las Vegas, Nevada          |                                                             |
| Vitória | 11-4   | Gustavo Lopez      | Decisão (unânime)                       | UFC Fight Night: Eye vs. Calvillo          | 13/06/2020 | 3     | 5:00  | Las Vegas, Nevada          |                                                             |
| Vitória | 10-4   | Casey Kenney       | Decisão (unânime)                       | UFC Fight Night: Anderson vs. Błachowicz 2 | 15/02/2020 | 3     | 5:00  | Rio Rancho, New Mexico     |                                                             |
| Vitória | 9-4    | Brad Katona        | Decisão (unânime)                       | UFC Fight Night: Iaquinta vs. Cowboy       | 04/05/2019 | 3     | 5:00  | Ottawa, Ontario            |                                                             |
| Vitória | 8-4    | Terrion Ware       | Decisão (unânime)                       | UFC Fight Night: Hunt vs. Oliynyk          | 15/09/2018 | 3     | 5:00  | Moscou                     |                                                             |
| Derrota | 7-4    | Ricky Simon        | Finalização (guilhotina)                | UFC Fight Night: Barboza vs. Lee           | 21/04/2018 | 3     | 5:00  | Atlantic City, New Jersey  | Luta da Noite.                                              |
| Derrota | 7-3    | Frankie Saenz      | Decisão (dividida)                      | UFC Fight Night: Swanson vs. Ortega        | 09/12/2017 | 3     | 5:00  | Fresno, California         | Estreia no UFC.                                             |
| Vitória | 7-2    | Raufeon Stots      | Nocaute (soco rodado)                   | Ring of Combat 59                          | 02/06/2017 | 1     | 0:15  | ,Atlantic City, New Jersey | Defendeu o Cinturão Peso Galo do ROC.                       |
| Vitória | 6-2    | Sukhrob Aydarbekov | Finalização (chave de braço)            | Ring of Combat 58                          | 24/02/2017 | 2     | N/A   | Atlantic City, New Jersey  | Ganhou o Cinturão Peso Galo Vago do ROC.                    |
| Vitória | 5-2    | Tony Gravely       | Decisão (unânime)                       | Ring of Combat 57                          | 18/11/2016 | 3     | 5:00  | Atlantic City, New Jersey  |                                                             |
| Vitória | 4-2    | Paul Grant         | Decisão (unânime)                       | Ring of Combat 56                          | 23/09/2016 | 3     | 4:00  | Atlantic City, New Jersey  | Volta aos Galos.                                            |
| Vitória | 3-2    | Matt Tullos        | Decisão (unânime)                       | CES MMA 36                                 | 10/06/2016 | 3     | 5:00  | Lincoln, Rhode Island      | Estreia nos Penas.                                          |
| Vitória | 2-2    | Geoffrey Then      | Decisão (unânime)                       | CES MMA 34                                 | 01/04/2016 | 3     | 5:00  | Mashantucket, Connecticut  |                                                             |
| Derrota | 1-2    | Ricky Bandejas     | Decisão (unânime)                       | CFFC 43                                    | 01/11/2014 | 3     | 5:00  | Atlantic City, New Jersey  |                                                             |
| Vitória | 1-1    | Dennis Dombrow     | Nocaute Técnico (socos)                 | Ring of Combat 49                          | 19/09/2014 | 3     | 0:50  | Atlantic City, New Jersey  |                                                             |
| Derrota | 0-1    | Darren Mima        | Decisão (majoritária)                   | Ring of Combat 47                          | 24/01/2014 | 3     | 4:00  | Atlantic City, New Jersey  | Estreia nos Galos.                                          |